# Agaricia fragilis
Agaricia fragilis is een rifkoralensoort uit de familie van de Agariciidae. De wetenschappelijke naam van de soort is voor het eerst geldig gepubliceerd in 1846 door Dana.